# Real Madrid Club de Fútbol 1991-1992
Questa voce raccoglie le informazioni riguardanti il Real Madrid Club de Fútbol nelle competizioni ufficiali della stagione 1991-1992.

## Rosa
| N. |                    | Ruolo | Calciatore           |
| -- | ------------------ | ----- | -------------------- |
|    | Spagna (bandiera)  | P     | Francisco Buyo       |
|    | Spagna (bandiera)  | P     | Pedro Jaro           |
|    | Spagna (bandiera)  | D     | Chendo               |
|    | Spagna (bandiera)  | D     | Manuel Sanchís       |
|    | Brasile (bandiera) | D     | Ricardo Rocha        |
|    | Spagna (bandiera)  | D     | Francisco Villarroya |
|    | Spagna (bandiera)  | D     | Mikel Lasa           |
|    | Spagna (bandiera)  | D     | Miguel Tendillo      |
|    | Spagna (bandiera)  | C     | Míchel               |
|    | Spagna (bandiera)  | C     | Fernando Hierro      |
|    | Romania (bandiera) | C     | Gheorghe Hagi        |

| N. |                       | Ruolo | Calciatore                |
| -- | --------------------- | ----- | ------------------------- |
|    | Spagna (bandiera)     | C     | Luis Milla                |
|    | Spagna (bandiera)     | C     | Paco Llorente             |
|    | Spagna (bandiera)     | C     | Juan José Sánchez Maqueda |
|    | Spagna (bandiera)     | C     | Adolfo Aldana             |
|    | Spagna (bandiera)     | C     | Rafael Gordillo           |
|    | Jugoslavia (bandiera) | C     | Robert Prosinečki         |
|    | Spagna (bandiera)     | A     | Emilio Butragueño         |
|    | Spagna (bandiera)     | A     | Luis Enrique              |
|    | Spagna (bandiera)     | A     | Alfonso Pérez             |
|    | Messico (bandiera)    | A     | Hugo Sánchez              |